# Sankt Peter-Freienstein
Sankt Peter-Freienstein is een gemeente in de Oostenrijkse deelstaat Stiermarken, en maakt deel uit van het district Leoben.
Sankt Peter-Freienstein telt 2489 inwoners.
Stadsgemeenten:
Eisenerz ·
Leoben ·
Trofaiach

Marktgemeenten:
Kalwang ·
Kammern im Liesingtal ·
Kraubath an der Mur ·
Mautern in Steiermark ·
Niklasdorf ·
Sankt Michael in Obersteiermark ·
Sankt Peter-Freienstein ·
Vordernberg

Overige gemeenten:
Proleb ·
Radmer ·
Sankt Stefan ob Leoben ·
Traboch ·
Wald am Schoberpaß
- Gemeinsame Normdatei: 4482486-5
- Virtual International Authority File: 239186055
- WorldCat: E39PBJwD3VXQBd4Mt68X3h9bh3